# Ecsenius yaeyamaensis
Ecsenius yaeyamaensis là một loài cá biển thuộc chi Ecsenius trong họ Cá mào gà. Loài này được mô tả lần đầu tiên vào năm 1954.

## Từ nguyên
Từ định danh yaeyamaensis được đặt theo tên gọi của quần đảo Yaeyama, nơi mà mẫu định danh của loài cá này được thu thập (–ensis: hậu tố trong tiếng Latinh biểu thị nơi chốn).

## Phân bố và môi trường sống
Từ Lakshadweep và Sri Lanka, E. yaeyamaensis có phân bố rộng khắp khu vực Đông Ấn - Tây Thái, trải dài về phía đông đến Vanuatu, ngược lên phía bắc đến quần đảo Ryukyu, xa về phía nam đến Úc và Nouvelle-Calédonie. Ở Việt Nam, E. yaeyamaensis được ghi nhận tại cồn Cỏ (Quảng Trị), Ninh Thuận, và cù lao Câu (Bình Thuận).
E. yaeyamaensis sống trên các rạn san hô, phổ biến ở đới mào rạn mà san hô phát triển phong phú, độ sâu đến ít nhất là 21 m.

## Mô tả
Chiều dài lớn nhất được ghi nhận ở E. yaeyamaensis là 6 cm. Loài này có màu nâu nhạt. Sọc đen đứt đoạn nằm phía sau mắt, phía dưới của má có sọc đen. Gốc vây ngực có vệt chữ Y, đôi khi có thêm vệt đốm trắng ở bên hông.
Số gai vây lưng: 11–13; Số tia vây lưng: 13–15; Số gai vây hậu môn: 2; Số tia vây hậu môn: 14–17; Số gai vây bụng: 1; Số tia vây bụng: 3.

## Sinh thái
Trứng của E. yaeyamaensis có chất kết dính, được gắn vào chất nền thông qua một tấm đế dính dạng sợi. Cá bột là dạng phiêu sinh vật, thường được tìm thấy ở vùng nước nông ven bờ.

## Thương mại
E. yaeyamaensis được nuôi làm cá cảnh.